# Maria (film 2024 Larraín)
Maria è un film del 2024 diretto da Pablo Larraín e sceneggiato da Steven Knight.
La pellicola ripercorre gli ultimi giorni di vita di Maria Callas, interpretata da Angelina Jolie.

## Trama
Parigi, 1977. Maria Callas si è ritirata a vivere nel suo appartamento con il maggiordomo Ferruccio e la governante Bruna; il celebre soprano vorrebbe tornare a cantare, dopo aver interrotto la sua sfolgorante carriera a causa dei suoi problemi di salute. Maria fa un uso eccessivo di antidepressivi, in particolare di Mandrax, che ella sostiene la aiuti molto nonostante gli effetti collaterali; Ferruccio le chiede insistentemente di chiedere l'ausilio di un medico, ma lei rifiuta di continuo.
Un giorno Maria informa Ferruccio e Bruna dell'imminente arrivo di una troupe televisiva per un'importante intervista; poco dopo arriva lo staff, guidato da un giovane regista di nome Mandrax: in realtà si tratta di un'allucinazione dovuta al farmaco, nondimeno Maria ripercorrerà la sua intera vita come se dovesse rilasciare sul serio l'intervista. Le allucinazioni si prolungano per una settimana, durante la quale Maria partecipa anche a sessioni di prova con il direttore d'orchestra Jeffrey Tate per capire se potrà mai esibirsi di nuovo.
Maria ricorda la storia d'amore con il magnate greco Aristotele Onassis, che alla fine avrebbe sposato Jackie Kennedy. Per lui Maria lasciò il marito Giovanni Battista Meneghini, ma alla fine la pressione mediatica sui due amanti causò la loro rottura. Maria dichiara però di essere andata a trovarlo sul letto di morte, dove ammise di amarlo ancora.
Maria passa poi a ricordare la sua adolescenza durante la Seconda Guerra Mondiale, quando sua madre la costringeva a cantare per gli ufficiali italiani e tedeschi in cambio di denaro. Un giorno Maria incontra sua sorella maggiore Yakinthi, che non vedeva da molti anni, e si riconcilia con lei.
Al termine dell'intervista Maria acconsente a farsi visitare dal dottor Fontainebleau. Al primo incontro, Maria mente a proposito dell'abuso di farmaci, dichiarando al medico di farne un uso corretto; in seguito, Fontainebleau rivela di aver scoperto la sua menzogna raffrontando i referti medici con quelli forniti da Ferruccio: il medico afferma che la voce di Maria potrebbe essere irrimediabilmente compromessa.
Distrutta dalla diagnosi, Maria partecipa a un'ultima sessione con Tate, portando con sè un registratore audio su cui incide la sua voce; quando la riascolta, le diventa chiaro che la diagnosi di Fontainebleau è corretta. Un giornalista di Le Figaro rivela di aver spiato la seduta e la interroga sgarbatamente sulla sua carriera, prima che Ferruccio lo allontani.
Maria esprime gratitudine a Ferruccio e Bruna per essere stati al suo fianco nel corso degli anni. La mattina dopo, rimasta sola, Maria canta un'ultima volta Vissi d'arte, lasciando le finestre aperte, sentendosi per la prima volta dopo tanto tempo in pace con sè stessa. Molti parigini per strada circondano l'appartamento per ascoltarla, tra cui Ferruccio e Bruna, silenziosamente commossi dalla sua performance. Anche Onassis e Mandrax vengono mostrati all'interno dell'appartamento in ascolto, prima di svanire nel nulla. Tornati a casa, Ferruccio e Bruna trovano Maria riversa sul pavimento; Ferruccio chiama Fontainebleau per comunicarle la sua morte, prima che arrivino le autorità.

## Produzione
Nell'ottobre 2022 è stato annunciato che Angelina Jolie avrebbe interpretato Maria Callas in un film diretto da Pablo Larraín, che avrebbe così completato la sua trilogia su donne iconiche del XX secolo, intrapresa con Jackie (2016) e portata avanti con Spencer (2021).
Le riprese sono iniziate a Budapest nell'ottobre 2023, prima di proseguire a Parigi, Pyrgos, Katakolo e Milano, dove hanno coinvolto anche il Teatro alla Scala.

## Promozione
Una prima clip del film è stata diffusa il 28 agosto 2024, mentre il primo trailer ufficiale è stato pubblicato il 26 settembre successivo.

## Distribuzione
Il film è stato presentato in anteprima mondiale il 29 agosto 2024 in occasione della 81ª Mostra internazionale d'arte cinematografica di Venezia. Il 2 settembre successivo è stato proiettato in concorso al Telluride Film Festival. È stato distribuito nelle sale cinematografiche italiane da 01 Distribution il 1º gennaio 2025.

## Accoglienza

### Incassi
Il film ha incassato globalmente 25354953 $ di cui 3283509 € in Italia.

### Critica
Sull'aggregatore di recensioni Rotten Tomatoes 221 critici esprimono un gradimento del 76%, su Metacritic il voto medio di 50 critici è 63/100.
Jacopo Gramegna da Venezia per CineFacts scrive che «La poderosa prova di Angelina Jolie viene sublimata dall'ormai consueta regia magistrale di Larraín».

## Riconoscimenti
- 2025 - Premio Oscar
  - Candidatura per la miglior fotografia a Edward Lachman
- 2025 – Golden Globe[16]
  - Candidatura per la miglior attrice in un film drammatico a Angelina Jolie
- 2024 – Mostra internazionale d'arte cinematografica[17]
  - In concorso per il Leone d'oro
- 2025 – Critics' Choice Awards[18]
  - Candidatura per la migliore attrice a Angelina Jolie
  - Candidatura per i migliori costumi a Massimo Cantini Parrini